# 학자보험
학자보험(學資保險)은 어린이보험의 한 형태로서 생존급부금이나 만기보험금으로 입학금˙학비등의 교육자금을 확보하는 것을 목적으로 한 보험을 말한다.